# Crivo de Atkin
Crivo de Atkin é um algoritmo matemático moderno usado para encontrar todos os números primos até determinado valor máximo. Ele é uma versão aprimorada do Crivo de Eratóstenes e com um desempenho assintótico melhor. Foi criado em 2003 por Arthur Oliver Lonsdale Atkin e Daniel J. Bernstein.

## Implementação
```
#Implementação em python do Crivo de Atkin

from
 
math
 
import
 
sqrt
,
 
ceil
,
 
pow

class
 
SieveOfAtkin
:

	
def
 
__init__
(
self
,
 
limit
):

		
self
.
limit
 
=
 
limit
		
		
self
.
primes
 
=
 
[]
	
		
self
.
sieve
 
=
 
[
False
]
*
(
self
.
limit
+
1
)

	
	
def
 
flip
(
self
,
 
prime
):

		
try
:

			
self
.
sieve
[
prime
]
 
=
 
not
 
self
.
sieve
[
prime
]

		
except
 
KeyError
:

			
pass

	
def
 
invalidate
(
self
,
 
prime
):

		
try
:

			
if
 
self
.
sieve
[
prime
]:

			    
self
.
sieve
[
prime
]
 
=
 
False

		
except
 
KeyError
:

			
pass
			

	
def
 
isPrime
(
self
,
 
prime
):

		
try
:

			
return
 
self
.
sieve
[
prime
]

		
except
 
KeyError
:

			
return
 
False

	
def
 
getPrimes
(
self
):
			
		
testingLimit
 
=
 
int
(
ceil
(
sqrt
(
self
.
limit
)))

		
for
 
i
 
in
 
range
(
testingLimit
):

			
for
 
j
 
in
 
range
(
testingLimit
):

				
# n = 4*i^2 + j^2

				
n
 
=
 
4
*
int
(
pow
(
i
,
 
2
))
 
+
 
int
(
pow
(
j
,
2
))

				
if
 
n
 
<=
 
self
.
limit
 
and
 
(
n
 
%
 
12
 
==
 
1
 
or
 
n
 
%
 
12
 
==
 
5
):
				
					
self
.
flip
(
n
)

				
# n = 3*i^2 + j^2

				
n
 
=
 
3
*
int
(
pow
(
i
,
 
2
))
 
+
 
int
(
pow
(
j
,
2
))

				
if
 
n
 
<=
 
self
.
limit
 
and
 
n
 
%
 
12
 
==
 
7
:
				
					
self
.
flip
(
n
)
				

				
# n = 3*i^2 - j^2

				
n
 
=
 
3
*
int
(
pow
(
i
,
 
2
))
 
-
 
int
(
pow
(
j
,
2
))

				
if
 
n
 
<=
 
self
.
limit
 
and
 
i
 
>
 
j
 
and
 
n
 
%
 
12
 
==
 
11
:
					
					
self
.
flip
(
n
)
				

		
for
 
i
 
in
 
range
(
5
,
 
testingLimit
):
			
			
if
 
self
.
isPrime
(
i
):

				
k
 
=
 
int
(
pow
(
i
,
 
2
))

				
for
 
j
 
in
 
range
(
k
,
 
self
.
limit
+
1
,
 
k
):

					
self
.
invalidate
(
j
)

							
		
self
.
primes
 
=
 
[
2
,
 
3
]
 
+
 
[
x
 
for
 
x
 
in
 
range
(
len
(
self
.
sieve
))
 
if
 
self
.
isPrime
(
x
)
 
and
 
x
>=
5
]

		
return
 
self
.
primes

soa
 
=
 
SieveOfAtkin
(
1000000
)

print
(
soa
.
getPrimes
())

```